# Lac de Grimsel
Le lac de Grimsel, (en allemand Grimselsee) est un lac de barrage situé sur le col du Grimsel, dans le canton de Berne, en Suisse.

## Présentation
Avec un volume total de 95 millions de mètres cubes, il est le plus important lac de rétention pour la production hydro-électrique de la région.

Le barrage a été terminé en 1932 et est exploité par la compagnie Kraftwerke Oberhasli AG (KWO). Il se trouve sur le territoire de la commune de Guttannen.

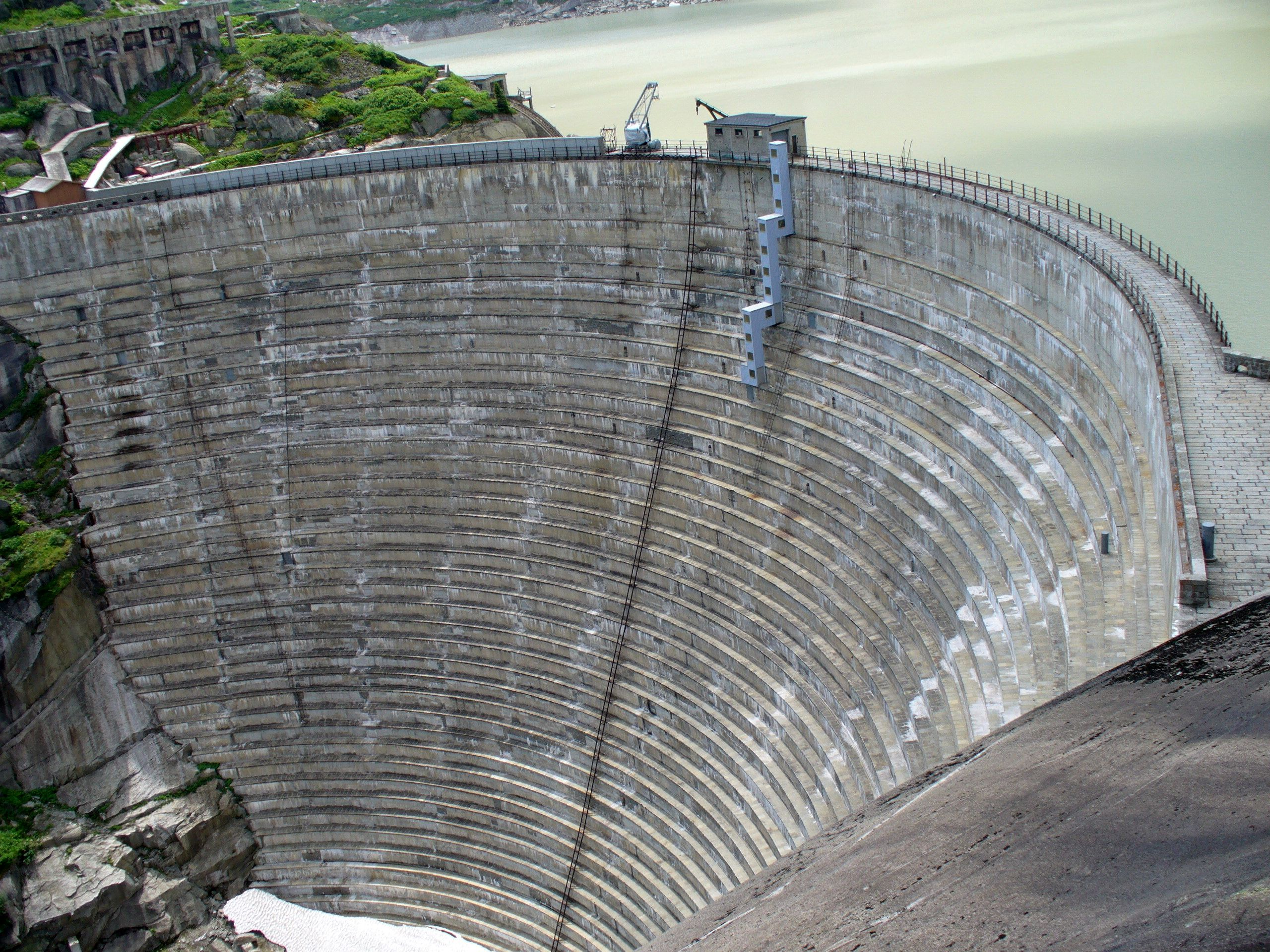
Le barrage de Grimsel

## Source
- (de) Cet article est partiellement ou en totalité issu de l’article de Wikipédia en allemand intitulé « Grimselsee » (voir la liste des auteurs).